# سوزان بارون
سوزان بارون (بالفرنسية: Suzanne Baron)‏ هي مونتيرة فرنسية، ولدت في 18 يونيو 1927 في نيس في فرنسا، وتوفيت في 20 ديسمبر 1995 في الدائرة الثامنة عشرة في باريس في فرنسا.

## وصلات خارجية
- سوزان بارون على موقع IMDb (الإنجليزية)
- سوزان بارون على موقع ألو سيني (الفرنسية)
- سوزان بارون على موقع أول موفي (الإنجليزية)
- سوزان بارون على موقع قاعدة بيانات الفيلم (الإنجليزية)